# Xarxa Mercator
Mercator és una xarxa composta de tres centres de recerca i documentació que s'ocupen de les llengües minoritzades de la Unió Europea, parlades en el seu conjunt per més de quaranta milions de ciutadans.

## Estructura
Cada centre té un programa de treball propi i un rol especialitzat: 
- Mercator-Educació, a la Fryske Akademy (Ljouwert, província de Frísia, Països Baixos), s'encarrega de lús de les llengües minoritzades en l'ensenyament. El coordinador és Cor Van der Meer.
- Mercator-Legislació, al CIEMEN (Barcelona, Països Catalans) estudia el dret i la legislació lingüístics i l'ús d'aquestes llengües en l'administració pública; el projecte està coordinat per Alexia Bos Solé.
- Mercator-Media, a la Universitat del País de Gal·les, (Aberystwyth, Regne Unit) i coordinat per George Jones, s'ocupa de la relació de les llengües minoritzades amb els mitjans de comunicació i les noves tecnologies.

## Objectius
És objectiu de la xarxa Mercator posar a disposició d'estudiants, investigadors, docents, planificadors i legisladors un centre de recursos especialitzat i un servei d'informació expert sobre les llengües minoritzades d'Europa. Vol, així mateix, crear un espai d'intercanvi d'experiències i documentació entre les diferents comunitats lingüístiques europees.

## Història
Mercator va ser creat a partir d'una iniciativa de la Comissió Europea encaminada a cobrir l'interès creixent per les llengües regionals i minoritzades i la necessitat cada cop major per les comunitats lingüístiques dins el context europeu, d'intercanviar experiències i de fomentar la cooperació. Mitjançant la xarxa Mercator ha estat possible millorar l'accés a la informació i el seu intercanvi d'una manera més sistemàtica.